# Georgina Rono
Pour les articles homonymes, voir Rono.
Georgina Rono, née le 19 mai 1980 à Kapsabet, est une athlète kényane.

## Carrière
Georgina Rono remporte le Marathon d'Eindhoven en 2011, termine troisième du Marathon de Boston 2012 et première du Marathon de Hambourg en 2014.